# Чайный пьяница
«Чайный пьяница» (кит. 飲茶 酒鬼 , англ. Tea Drinker ) — кинокомедия Басты и Дена Крючкова, дебютный фильм Басты, как актёра, так и режиссёра, и сценариста, и продюсера. Также Баста выступил композитором фильма. Фильм снимался в период 2006—2007 годов, в 2008 году прошёл закрытый показ фильма (вместе с фильмом «Рвы»).

## Информация о фильме
Сюжет представляет собой криминальную музыкальную комедию о похищении китайского чая пуэр.
Баста отнёсся трепетно к развитию темы пуэра: это был его любимый чай, он увлекался им всю свою жизнь, изучив много сортов китайского чая. Как и в одноимённой песне, которая станет саундтреком для фильма, Баста именует «чайным пьяницей» мудреца, знающего всё о «пленительной силе» чая.
Также было уделено значительное место битвам кунг-фу. Причем в каждом эпизоде с битвой — своя музыка.
В фильме снимался Раста (он же БанКок) в роли напарника Басты по похищению китайского чая. Сам Баста снялся в роли самого себя и в роли «чайного мудреца», приехавшего из Китая в Москву.
В фильме принимали участие жители Китая, в частности, актёры Суй Ин Цзин, Паса и Господин Линь, а также простые ребята из портовых городов и их дети.
Оператором выступил Ден Крючков, молодой кинорежиссёр, пришедший на студию «Газгольдер» в 2005 году. Также выступил продюсером и сорежиссёром фильма.
В фильме используется мультипликация. Так, например, герой Басты совершает ограбление и вылет в Китай. Так же показаны мультипликационные телеведущие из Испании, Беларуси и Китая, читающие новости дня.
При всём этот фильм получился псевдодокументальным. В нём рассказывают и показывают очень занимательную информацию не только о пуэре и китайских мудрецах, но и о жизни китайских жителей и их боевых искусствах.

### В ролях
- Баста a.k.a. Ноггано
- Раста a.k.a. БанKok
- Андрей Цукерберг
- Руслан Таркинский
- Гермес Зайготт
- Алла Степанова
- Суй Ин Цзин
- «Паса»
- Александр Гребенчук
- «Годзилла»
- Гамзат Исаев
- Константин Агеев
- Светлана Савидова
- «Черный Плащ»
- «Господин Линь»
- Эльдар Беликов (Shan Sharlatanika)
- Ребята из портового города
- Lil Mo
- Azer

и многие другие

## Съемочная группа
- Сценарий и режиссура: Баста и Ден Крючков
- Операторы: Ден Крючков, Руслан Таркинский
- Монтаж: Ден Крючков, Гамзат Исаев, Бэка Минадзе
- Спецэффекты: Гамзат Исаев, Бэка Минадзе
- Художники: Гамзат Исаев, Ден Крючков
- Саундтрек: Баста
- Продюсеры: Ден Крючков, Гермес Зайготт
- Генеральный продюсер: Евгений Антимоний
- Арт-директор: Евгений Хорошаев
- Фотограф: Алексей Седов

## Саундтрек
- 01. Китайская шкатулка
- 02. Кун-фу танго
- 03. Кун-фу файтинг
- 04. Танец Обезьян
- 05. Баста — Чайный пьяница
- 06. Баста — Самурай

В картине звучат песни и композиции Басты
В процессе съёмок фильма, а именно в 2007 году, Баста снял трейлер к фильму, который на самом деле — клип на песню «Чайный пьяница» («Чудо-Чай»). Режиссёром клипа выступил Баста, он пробовал себя в качестве клипмейкера, сняв клипы «Раз и навсегда», «Осень» и др. Эта песня вошла в фильм, вместе с песней «Одинокий самурай». Помимо «восточных» песен Баста включил в фильм свои старые песни: «Так плачет весна», «Мама», «Внутренний боец». В одном из своих интервью Баста признался, что большинство песен — саундтреки к фильму «Чайный пьяница» и кинокомедии «Рвы», которая вышла в 2008 году, по сути первая готовая работа «Газгольдера» (в этом фильме Баста тоже принимал активное участие, как композитор, так и сценарист и исполнитель эпизодической роли; режиссёром картины стал Олег Груз).

## Съёмки
Фильм снимался в 2007—2008 гг. в трёх городах: Москве, Уишани и Пекине. Процесс растянулся на 2 года, вероятно, из-за «творческого перегруза» Басты (за это время он выпустил второй студийный альбом, успел поучаствовать в нескольких передачах на Муз-ТВ, начал вести шоу на «Hip-Hop TV» радио NEXT и создал альтернативный проект «Ноггано»).  
Многие, читая в интернете о том, что «Баста снимал фильм „Чайный пьяница“», уже решили, что это «утка».
Но в ответ появился сайт, созданный «Газгольдером», где были показаны плакаты, фото со съёмок, кадры и промофильма, а также некоторая информация о съёмочной группе.

### Прокат
Из фильма «Чайный пьяница» в Интернете есть лишь один отрывок: интервью с Бастой. Там Баста упоминает, что уже готов альбом «Баста 2», то есть действие фильма происходит в 2006—2007 годах. В интервью есть комедийная нота: Баста вытаскивает из носа козявку, со словами: «Это просто Козя», и съедает её на ходу. На микрофоне, в который говорил Баста, также было написано «КоZя ТВ».
Показ фильма состоялся в GazGallery (зале «Газгольдера») и был закрытым. Больше этот фильм нигде не транслировался, однако режиссёры «Газгольдера» сообщили, что фильмы «Рвы» и «Чайный пьяница» скоро выйдут в широкий кинопрокат.